# Les Quatre Plumes blanches (film, 1929)
Pour les articles homonymes, voir Les Quatre Plumes blanches.
Pour plus de détails, voir Fiche technique et Distribution.
Les Quatre Plumes blanches (The Four Feathers) est un film américain de Merian C. Cooper, Ernest B. Schoedsack et Lothar Mendes sorti en 1929. Il est considéré comme étant un des derniers grands films muets d'Hollywood.

## Synopsis
Le jeune lieutenant Harry Feversham, descendant d'une famille de militaires au service de l'Angleterre, vit dans la crainte de déshonorer le nom de ses ancêtres à cause de sa lâcheté. Lorsqu'il apprend que son régiment est envoyé en mission en Afrique pour maîtriser une révolte de derviches fanatiques, Feversham résilie son contrat. Ses trois compagnons, le capitaine Trench et les lieutenants Castleton et Durrance lui remettent alors chacun une plume blanche, symbole de lâcheté, la quatrième lui est donnée par sa fiancée. Mais lorsqu'en Afrique, ses trois camarades tombent aux mains de l'ennemi, Un Feversham métamorphosé réussit, par une série d'actes audacieux, à les sauver. Il peut alors leur rendre les plumes.

## Fiche technique
- Titre original : The Four Feathers
- Réalisation : Merian C. Cooper, Ernest B. Schoedsack et Lothar Mendes
- Scénario : Hope Loring d'après la nouvelle de A.E.W. Mason Les Quatre Plumes blanches
- Directeur de la photographie : Robert Kurrle
- Date de sortie : juin 1929
- Musique : William Frederick Peters
- Production :  Paramount Pictures

## Distribution
- Richard Arlen : Harry Feversham
- Fay Wray : Ethne Eustace
- Clive Brook : Jack Durrance
- William Powell : William Trench

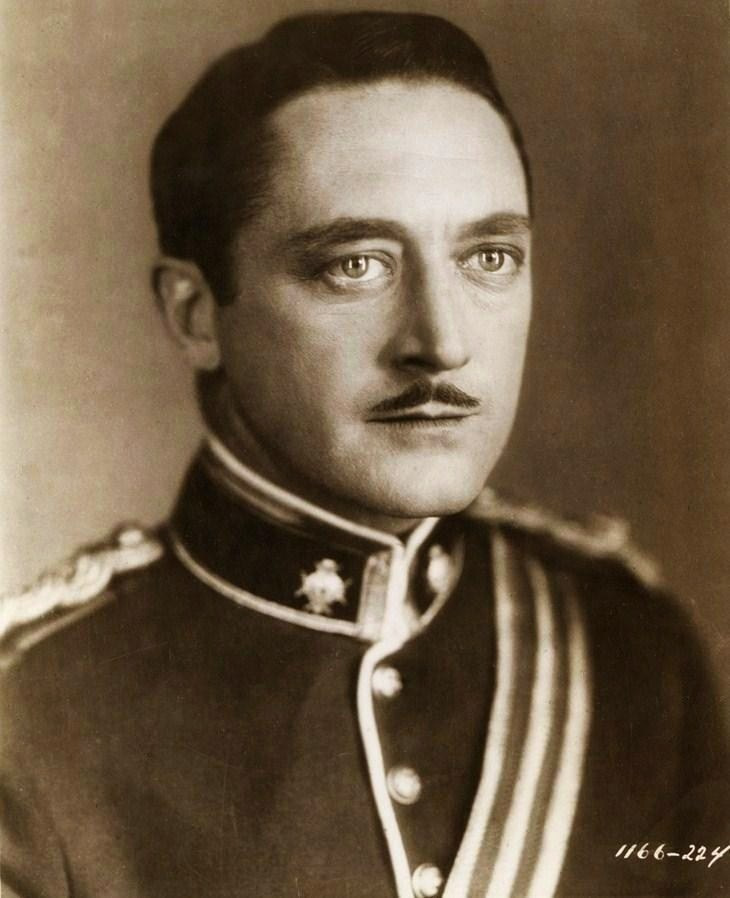
Theodore von Eltz, Lieutenant Castleton dans le film.

- Theodore von Eltz : Lieutenant Castleton
- Noah Beery : Sheik
- Noble Johnson : Ahmed
- Zack Williams : Idris
- Harold Hightower : Ali
- Philippe de Lacey : Harry jeune
- Edward J. Radcliffe : Colonel Eustace
- George Fawcett : Colonel Feversham
- Augustin Symonds : Colonel Sutch

## Autour du film
Aucun trucage de prises de vue n'a été utilisé pour assurer la continuité du tournage en extérieur avec celui réalisé en studio et dans le désert californien.
Le résultat fut si parfait que quelques critiques se permirent de prendre à partie les réalisateurs à propos du caractère trop peu authentique du film.
Par la suite, le deuxième montage de David O. Selznick, complété par de nouvelles scènes en studio tournées par Ernest B. Schoedsack convainquirent Merian C. Cooper et Ernest B. Schoedsack de produire eux-mêmes leurs films.